# 下祇園駅
下祇園駅（しもぎおんえき）は、広島県広島市安佐南区祇園三丁目にある、西日本旅客鉄道（JR西日本）可部線の駅である。駅番号はJR-B06。JRの特定都区市内制度における「広島市内」の駅である。
横川駅管理の地区駅・駅長配置 の直営駅で、みどりの券売機プラスが設置されている。ICOCAおよびその相互利用可能ICカードが利用可能。

## 歴史
- 1913年（大正2年）5月頃：大日本軌道広島支社線（後の広浜鉄道線）の長束停留場（後の安芸山本駅、現存せず） - 祇園停留場（現存せず）間に新設。一般駅[1]。
- 1919年（大正8年）3月11日：大日本軌道広島支社線が可部軌道へ譲渡、同社の駅となる。
- 1926年（大正15年）5月1日：可部軌道が広島電気に合併、同社の駅となる。
- 1931年（昭和6年）7月1日：広島電気線が広浜鉄道へ譲渡、同社の駅となる。
- 1936年（昭和11年）9月1日：広浜鉄道国有化、国有鉄道可部線の駅となる[4]。
- 1943年（昭和18年）頃：100 mほど北に移転。
- 1944年（昭和19年）頃：三菱重工への引込線開設。
- 1972年（昭和47年）9月1日：国鉄（→JR）特定都区市内制度導入に伴い、「広島市内」の駅となる[5]。
- 1974年（昭和49年）3月21日：貨物取扱廃止（旅客駅化）[1]。
- 1984年（昭和59年）2月1日：荷物扱い廃止[1]。
- 1987年（昭和62年）4月1日：国鉄分割民営化によりJR西日本が継承[1]。
- 1991年（平成3年）4月1日：管轄が広島支社の直轄（可部管理駅）から可部鉄道部に変更される[6]。
- 1992年（平成4年）11月1日：みどりの窓口営業開始[7]。
- 1996年（平成10年）6月1日：業務委託駅化（ジェイアール西日本広島メンテック受託）[8]。
- （詳細時期不明）：ジェイアール西日本広島メンテック広島西駅務所が当駅に新設[9]。
- 2006年（平成18年）7月1日：可部鉄道部廃止に伴い、広島支社直轄へ変更。
- 2007年（平成19年）
  - 7月19日：ICOCA対応自動改札機設置。
  - 9月1日：ICOCAが利用可能となる。
- 2021年（令和3年）
  - 7月1日：駅業務がJR西日本中国交通サービスへ移管[10]。
  - 11月1日：再度直営駅化。
- 2023年（令和5年）5月31日：みどりの券売機プラスを導入し、みどりの窓口の営業を終了[2]。
- 2024年（令和6年）1月28日：駅改良工事完了、新駅舎使用開始[11][12][13]。

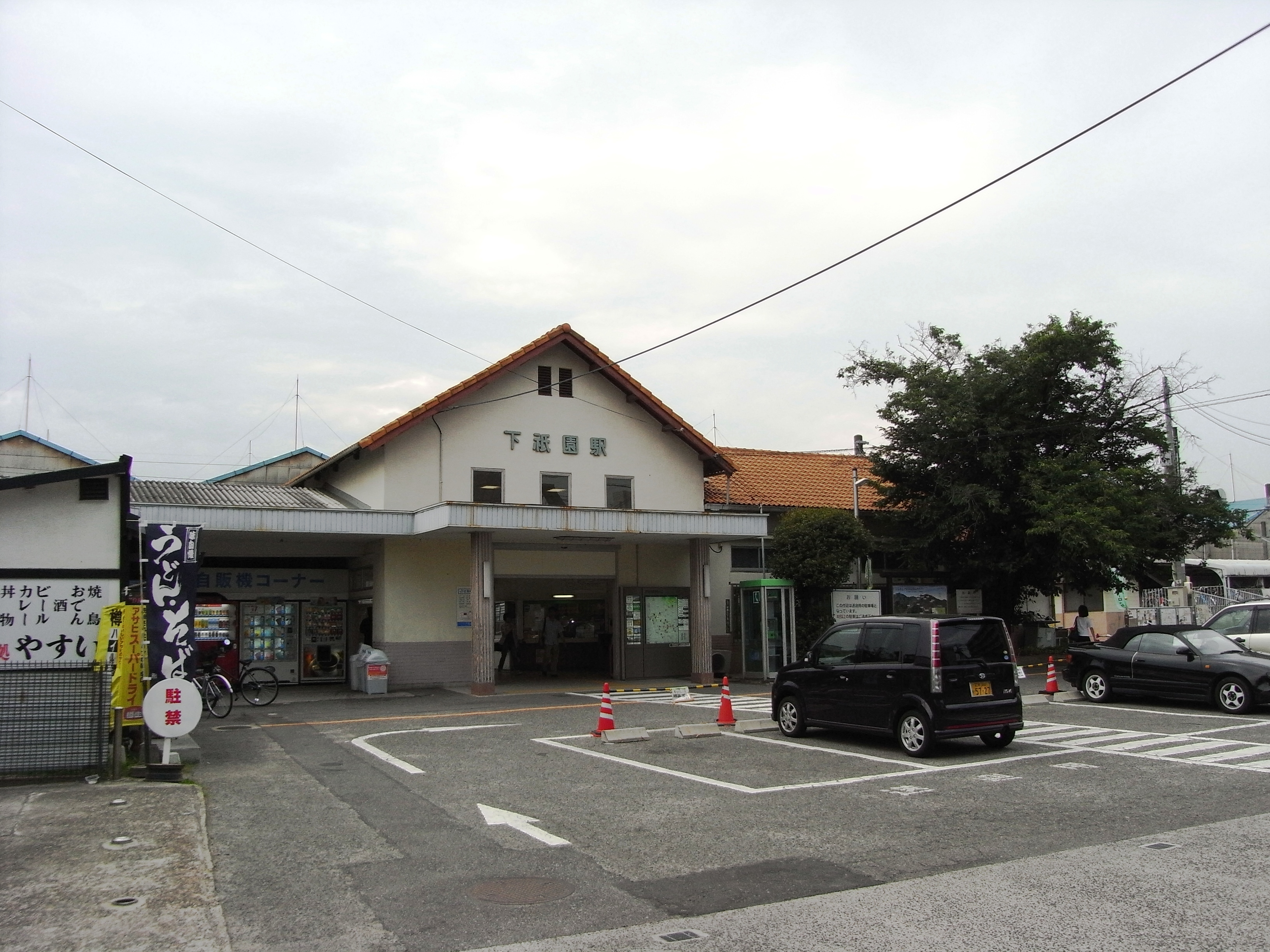
旧駅舎（2004年4月）
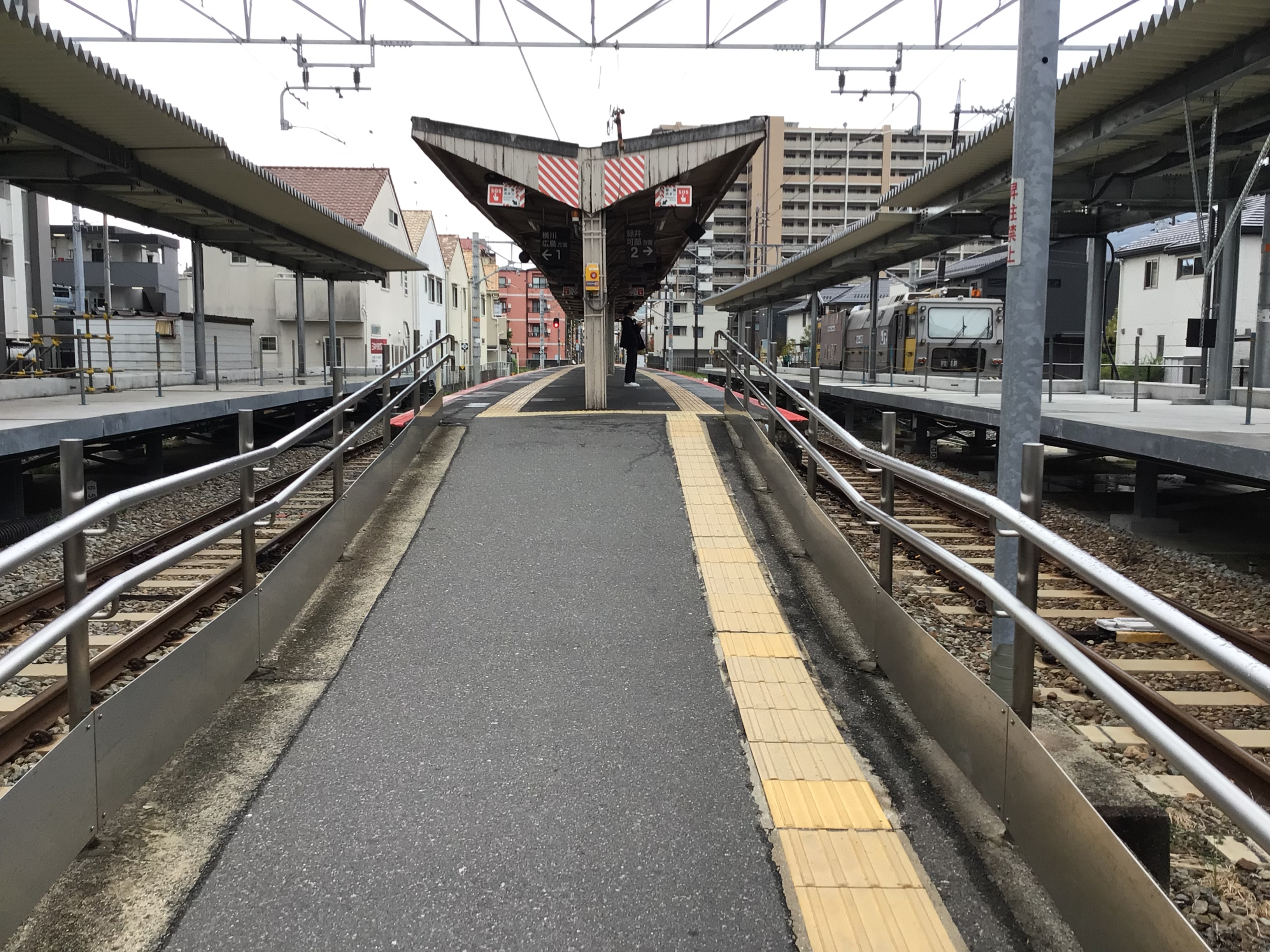
島式ホーム（2022年9月）

## 駅構造

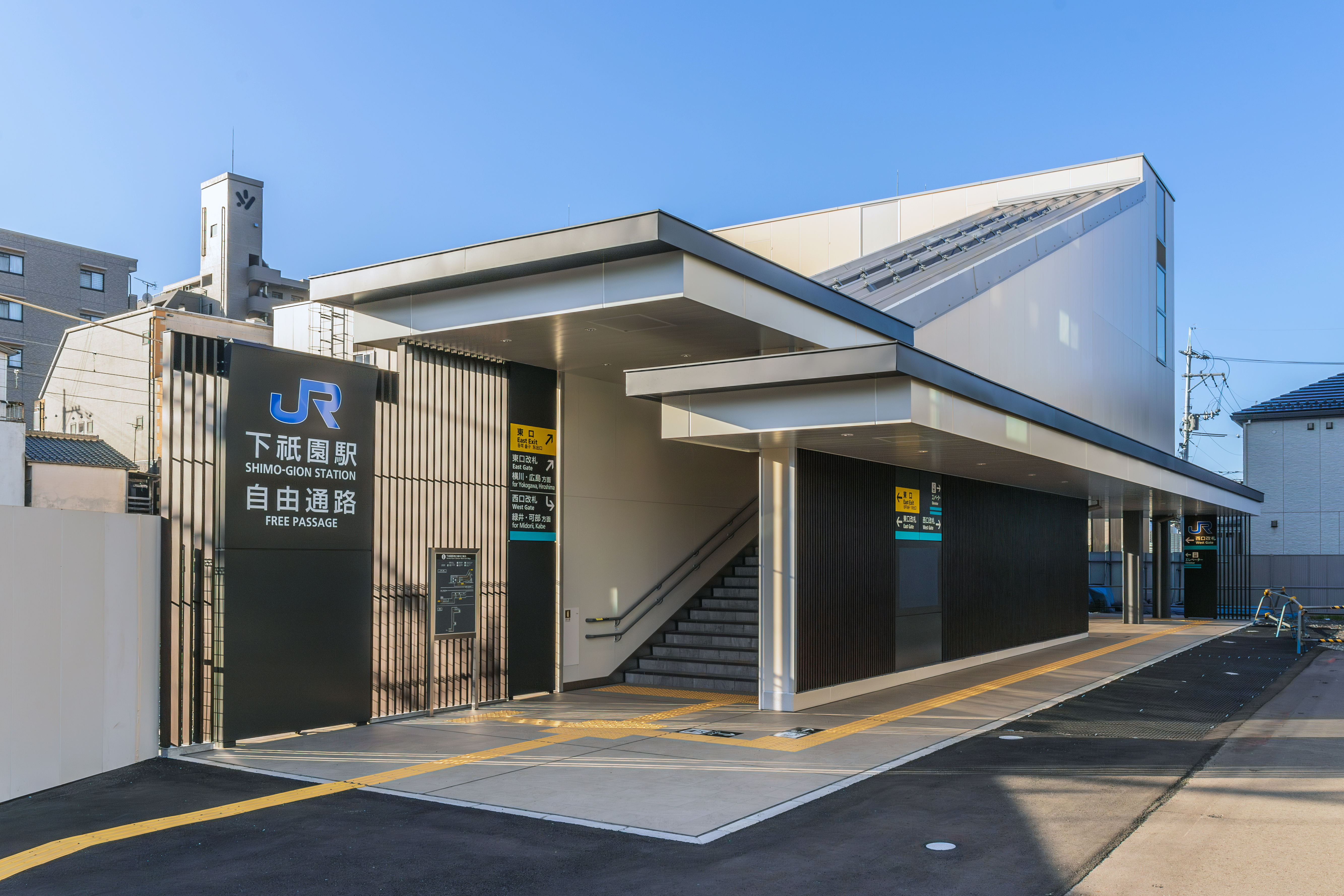
西口（2024年3月）

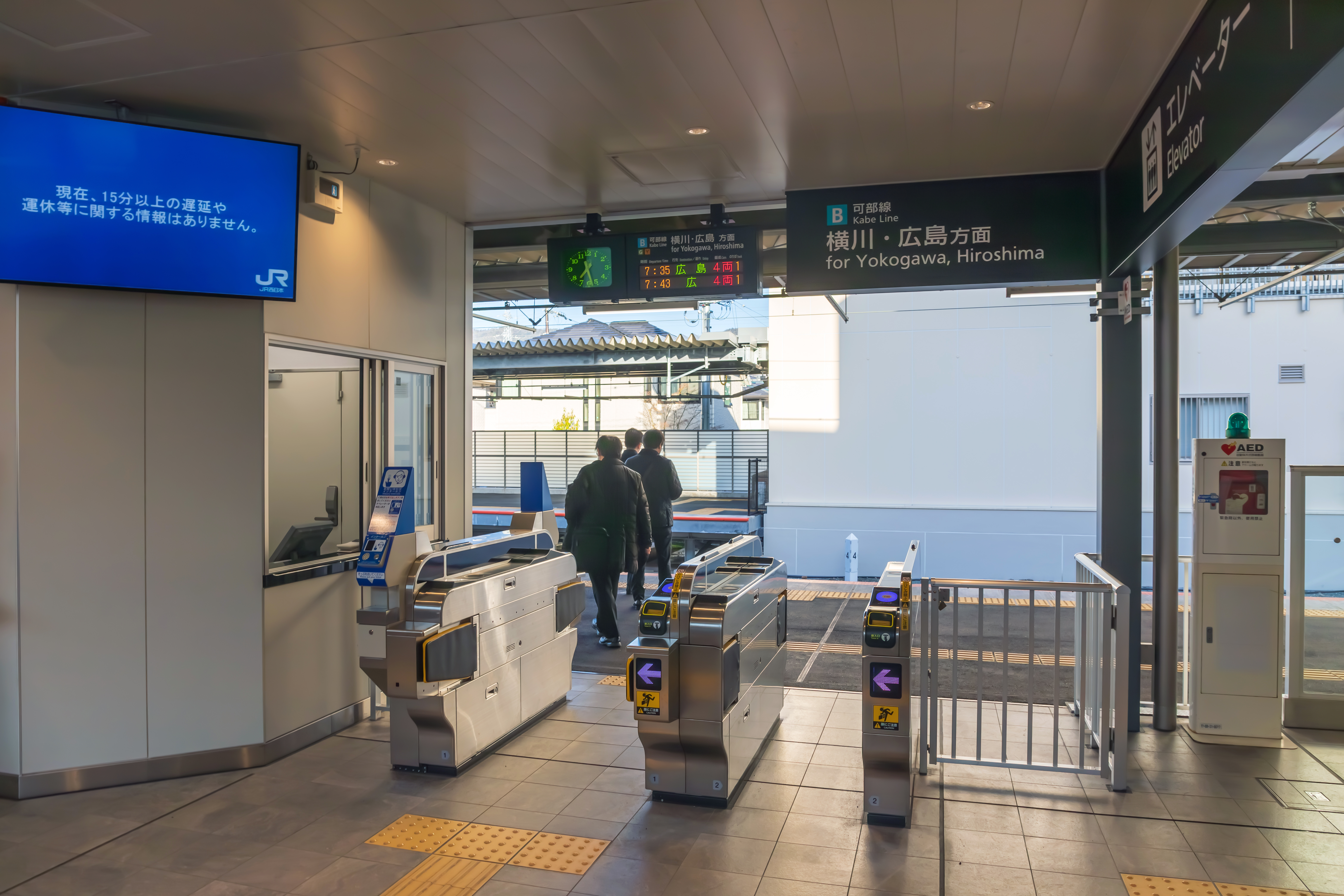
東口改札（2024年3月）

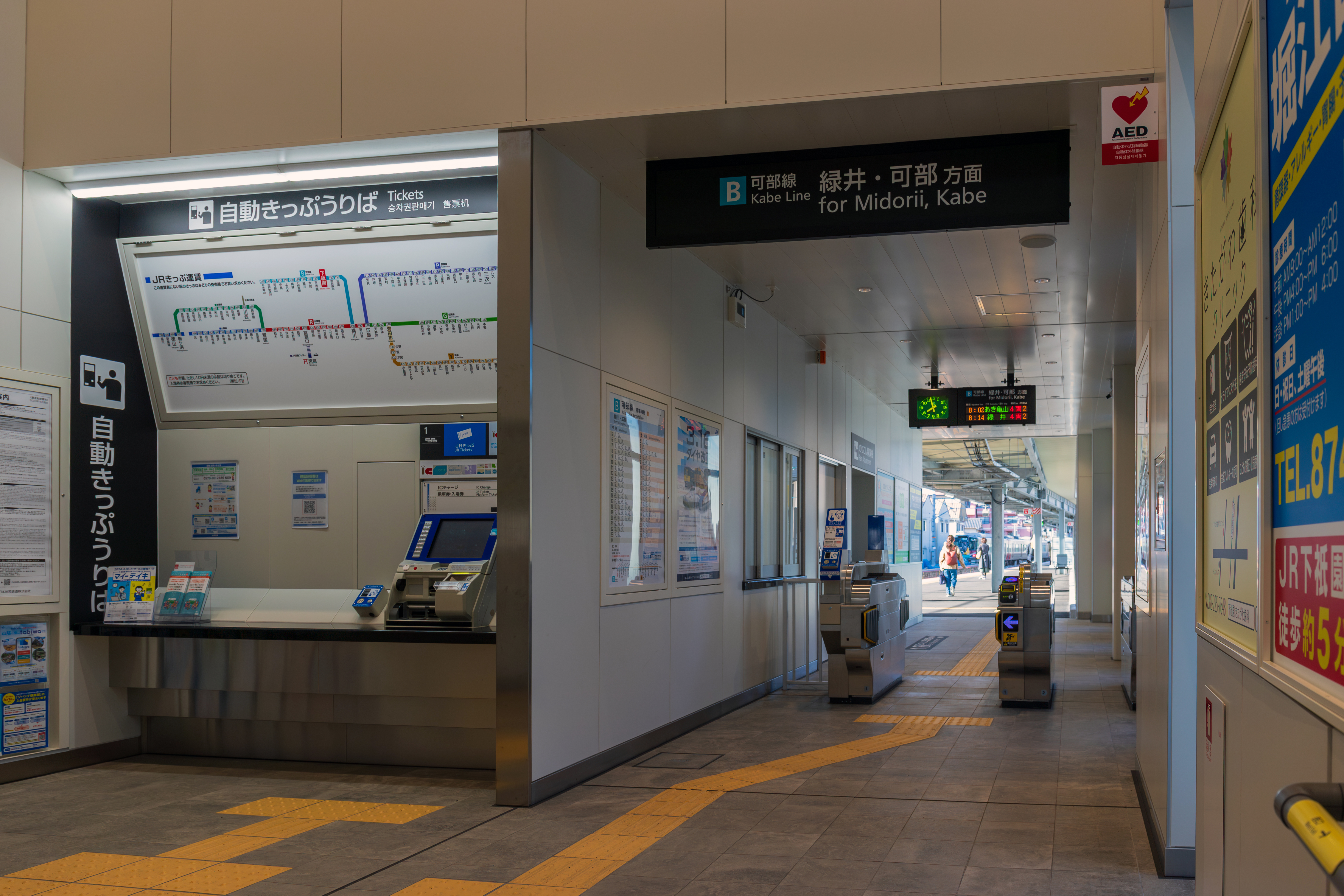
西口改札（2024年3月）

相対式ホーム2面2線を有する列車交換可能な地上駅。東口改札にはみどりの券売機プラスとピンクの券売機がそれぞれ1台ずつある。西口改札は青色の券売機1台のみ。トイレは広島方面のホームにある。
2017年（平成29年）度より進められていた駅改良工事に伴い 相対式ホームや西口駅舎、自由通路が整備され、2024年1月27日に完成式典が挙行、翌日28日に利用が開始された。
改良工事前は1面2線の島式ホームであった。東側にあった旧駅舎は撤去された。

### のりば
のりばは駅舎側から以下の通り。
| のりば    | 路線   | 方向 | 行先               |
| --------- | ------ | ---- | ------------------ |
| 1（東口） | 可部線 | 上り | 横川・広島方面     |
| 2（西口） | 可部線 | 下り | 緑井・あき亀山方面 |

このほかに側線が1本あり、保線車両（機器）留置に使用されている。以前貨物を取扱っていたこともあり、構内はやや広く、以前は上記側線以外にも側線があった。駅舎北側には、貨物取扱施設を転用した駐輪場があり、貨物ホームも自転車置場として利用されていたが、自転車置場を拡大する形で解体された。

### 駅構内設備
- 自動改札機
- 自動券売機
- みどりの券売機プラス

## 利用状況
以下の情報は、「広島市統計書」および「広島市勢要覧」に基づいたデータである。
| 年度               | 1日平均 乗車人員 | 年度毎 総数 | 定期券 総数 | 普通券 総数 |
| ------------------ | ---------------- | ----------- | ----------- | ----------- |
| 1968年（昭和43年） | 2,446.8          | 1,786,155   | 1,580,448   | 205,707     |
| 1969年（昭和44年） | 2,249.2          | 1,641,907   | 1,479,630   | 162,277     |
| 1970年（昭和45年） | 2,355.3          | 1,719,390   | 1,512,148   | 207,242     |
| 1971年（昭和46年） | 2,338.6          | 1,711,869   | 1,514,114   | 197,755     |
| 1972年（昭和47年） | 2,162.8          | 1,578,855   | 1,377,526   | 201,329     |
| 1973年（昭和48年） | 2,147.1          | 1,567,402   | 1,307,894   | 259,508     |
| 1974年（昭和49年） | 2,219.8          | 1,620,459   | 1,324,908   | 295,551     |
| 1975年（昭和50年） | 2,275.8          | 1,665,881   | 1,293,278   | 372,603     |
| 1976年（昭和51年） | 2,405.3          | 1,755,874   | 1,388,092   | 367,782     |
| 1977年（昭和52年） | 2,301.3          | 1,679,975   | 1,340,376   | 339,559     |
| 1978年（昭和53年） | 2,168.4          | 1,582,959   | 1,262,856   | 320,103     |

以上の1日平均乗車人員は、乗車数と降車数が同じであると仮定し、年度毎総数を365（閏年が関係する1971・1975年は366）で割った後で、更に2で割った値を、小数点第2位で四捨五入。小数点一位の値にしたものである。
| 年度                | 1日平均 乗車人員 |
| ------------------- | ---------------- |
| 1979年（昭和54年）  | 1,853            |
| 1980年（昭和55年）  | 1,790            |
| 1981年（昭和56年）  | 1,653            |
| 1982年（昭和57年）  | 1,640            |
| 1983年（昭和58年）  | 1,577            |
| 1984年（昭和59年）  | 1,539            |
| 1985年（昭和60年）  | 1,483            |
| 1986年（昭和61年）  | 1,595            |
| 1987年（昭和62年）  | 1,919            |
| 1988年（昭和63年）  | 2,533            |
| 1989年（平成 元年） | 2,346            |
| 1990年（平成02年）  | 2,468            |
| 1991年（平成03年）  | 2,637            |
| 1992年（平成04年）  | 2,958            |
| 1993年（平成05年）  | 3,523            |
| 1994年（平成06年）  | 3,718            |
| 1995年（平成07年）  | 3,721            |
| 1996年（平成08年）  | 3,853            |
| 1997年（平成09年）  | 3,840            |
| 1998年（平成10年）  | 3,771            |
| 1999年（平成11年）  | 3,682            |
| 2000年（平成12年）  | 3,474            |
| 2001年（平成13年）  | 3,297            |
| 2002年（平成14年）  | 3,188            |
| 2003年（平成15年）  | 3,236            |
| 2004年（平成16年）  | 3,357            |
| 2005年（平成17年）  | 3,469            |
| 2006年（平成18年）  | 3,586            |
| 2007年（平成19年）  | 3,752            |
| 2008年（平成20年）  | 4,014            |
| 2009年（平成21年）  | 4,832            |
| 2010年（平成22年）  | 4,782            |
| 2011年（平成23年）  | 4,888            |
| 2012年（平成24年）  | 4,991            |
| 2013年（平成25年）  | 5,050            |
| 2014年（平成26年）  | 4,930            |
| 2015年（平成27年）  | 5,156            |
| 2016年（平成28年）  | 5,336            |
| 2017年（平成29年）  | 5,463            |
| 2018年（平成30年）  | 5,399            |
| 2019年（令和 元年） | 5,538            |
| 2020年（令和02年）  | 4,481            |
| 2021年（令和03年）  | 4,755            |
| 2022年（令和04年）  | 5,121            |

当駅は、2015年度以降利用客数が大町駅を上回り、可部線の駅で最も利用者が多い。
乗車数グラフ

## 駅周辺
旧安佐郡祇園町の中心地に近い。改札外には軽食店と小規模の書店と駐輪場がある。
- 安佐南郵便局
- 中祇園郵便局
- 広島銀行祇園支店
- 山口銀行祇園支店
- 安佐南区祇園出張所（旧祇園町役場）
- フレスタ祇園店
- イオンモール広島祇園：2003年に閉鎖された三菱重工業広島精機製作所跡地。
- ゆめテラス祇園
- 国道183号：旧国道54号。2008年4月1日に道路管理者が国土交通省から広島市へ移管された。
- 広島経済大学：駅北西側にスクールバス乗降場がある。乗降場までは約3分。
- AICJ中学校・高等学校（旧大下祇園高等学校）
- 広島市立祇園中学校
- 広島市立祇園小学校
- 広島市立山本小学校
- NHK祇園ラジオ放送所
- 祇園新橋北駅

## バス路線
- 東口から南へ約150メートルの広島県道277号古市広島線（旧道）沿いに「下祗園」バス停があり、広島交通[20]の路線バスが停車する。
  - 71-6 / 71-H 川内線（広島交通）：長束方面 - 下祗園バス停 -  古市橋駅前方面
- 広島経済大学メインキャンパスへのスクールバス乗降場が西口から徒歩約2分に位置する。
- 東口から南東へ約400メートルの国道183号沿いに広電バス・広島交通の「祇園出張所前」バス停がある。

## 隣の駅
西日本旅客鉄道（JR西日本）
 可部線
安芸長束駅 (JR-B05) - 下祇園駅 (JR-B06) - 古市橋駅 (JR-B07)